# Elena Martínez Bolio
Elena Martínez Bolio (Mérida, Yucatán, 1956) es una artista plástica con 50 años de trabajo. 

## Trayectoria
Hija de una tejedora y anticuaria y un contador, desde joven hacía su propia ropa y su tía cosía, así que tuvo relación con el oficio textil desde la infancia. 
Inició como dibujante, fue mamá de tres hijos y después de acompañarlos en su crecimiento volvió a la pintura y la escultura. Fue la primera mujer aceptada en el Centro Estatal de Bellas Artes, como talladora de madera. Profesionalmente, empezó pintando sobre textiles, luego empezó a bordar, (dibujar con la aguja como ella lo llama), técnica que aparece sin cesar en su trabajo actual y con la que ha producido una gran cantidad de su obra. 
Su quehacer ha estado acompañado por la denuncia de problemas sociales y de género, que muchas veces proviene de procesos colectivos. Ha abordado el tema de la tercera edad, niños en condición de explotación o enfermedad, trata de niñas y prostitución, de este último, por ejemplo, nació la serie Las mujeres decentes de la calle 58. Lo que busca es contar historias, y a la par sus piezas han resultado ser una recopilación de técnicas textiles, primordialmente yucatecas. Aboga por el reconocimiento y posicionamento del trabajo artístico de la etnia maya.
Martínez crea indumentaria, rescata patrones ancestrales que interviene con propuestas conceptuales, diferentes puntadas y tinturas naturales como té de manzanilla, vainilla, grana cochinilla, añil y cáscara de cebolla morada, entre otras, labor que presenta en forma de pasarelas donde se modelan huipiles, ternos, blusas y camisas. Considera los textiles como una segunda piel y los usa para hablar en contra del consumismo y a favor de atuendos atemporales y estilos propios. Tiene su taller y galería en Mérida, de nombre Desbordada.

## Exposiciones
Ha participado en siete exposiciones individuales y más de cien colectivas, nacionales e internacionales, entre ellas una en San José de Costa Rica en la Sophia Wanamaker Gallery, y otra en el Silkeborg Bag Museum de Dinamarca. Algunas de sus exposiciones han sido:
- Refugios entretejidos, que refleja el trabajo con refugios para mujeres víctimas de maltrato extremo.
- Una larga hebra (Jump’éel chowak kúuch, en maya) es su exposición más duradera, recoge su vida y obra y es el resultado de la convivencia de tres años de estancias y convivencias con mujeres de la comunidad de Xocén; [3] la muestra consta de las secciones “Torcer juntas la hebra”, “Sábanas parlantes”, “El pudor de lo íntimo”, “Identidad dactilar” y “Sueños y pesadillas”,[5]y se ha vuelto itinerante en los últimos años, viajando por varias ciudades: Mérida, Museo Regional de Antropología de Yucatán Palacio Cantón, en enero de 2021; Ciudad de México, en el Museo del Carmen, 25 de marzo al 28 de agosto de 2022, donde además ofreció diversos talleres abiertos al público; Sonora, en el Museo Regional de Sonora del 11 de noviembre de 2022 al 22 de abril de 2023 y Oaxaca,[6]en el ex convento de Santo Domingo de Guzmán, del 23 de septiembre de 2023 al 31 de marzo de 2024.
- Batallas interiores. Mujeres, en el Centro de artes Visuales de Mérida, Yucatán, del 17 de febrero al 16 de abril de 2023, donde además fungió como curadora; convocó a otras artistas (Georgia Charruhas, Lizzete Abraham, Pamela Villanueva Arredondo, Georgia, Arcelia Almaguer, María Antonieta de la Rosa, Águeda León, Luciana Corres, Yosi Anaya, Lucina Castillo, Enna Negrón y ella misma) a presentar obra a partir de sus reflexiones después de la pandemia de Covid-19.[7]
- Nuevos aires. Xalapa.[4]